# Urdideira
Uma urdideira é um aparelho artesanal, mecânico ou eletromecânico empregado para fins de tecelagem.

## Descrição
As antigas urdideiras (artesanais), não eram mais do que duas peças de madeira paralelas e verticais, guarnecidas de pregos de madeira ou ferro, em que se urdiam os ramos da teia (enrolar o fio a partir do novelo). Hoje em dia, é uma máquina mais complexa composta por um conjunto de urdimento e tratamento de fios. O seu conjunto é formado por uma estrutura denominada "Gaiola" para urdir, uma engomadeira, um cilindro aquecedor para secagem e uma estrutura denominada "Cabeça de Urdideira para acondicionamento dos fios em "carretéis" especiais.